# Dagmar Schulz (Schönheitskönigin)
Dagmar Schulz (* um 1965) ist eine ehemalige deutsche Miss Germany. Sie stammt aus dem Duisburger Stadtteil Rheinhausen.
Ende 1986 wurde sie als Miss Nordrhein-Westfalen zur Miss Germany 1986/87 der damaligen Miss Germany Company gekrönt. Im Jahr 1987 nahm sie an der Wahl zur Miss International in Tokio teil.